# 白塔区
白塔区是辽宁省辽阳市下辖的一个市辖区，位於辽阳市中部，地處長大鐵路以東，太子河以西。全區總面積24.58平方公里。

## 行政区划
白塔区下辖4个街道办事处：
文圣街道、武圣街道、南门街道和襄平街道。

## 人口
根據第七次人口普查數據，截至2020年11月1日零時，白塔區常住人口為359401人。